# Arde Lucus
Das Arde Lucus (auch Arde Lvcvs geschrieben) ist ein jährliches Fest, das Mitte Juni in Lugo in Galicien stattfindet. Es lässt die regionale römische und keltische Castrokultur wieder aufleben. Es wurde zum ersten Mal im Jahr 2001 zum Gedenken an die Gründung der Stadt veranstaltet.
Im Jahr 2017 wurde es zur Fiesta de Interés Turístico Nacional (etwa „Fest von nationalem touristischem Interesse“, ein Preis auf nationaler Ebene) ernannt und erreichte in seinen letzten beiden Ausgaben fast eine Million Teilnehmer.

## Geschichte
Dieses Fest, das an das antike Lucus Augusti aus dem 2. Jahrhundert erinnert, findet seit 2002 statt. Die Zahl der Menschen in den typischen Kostümen der Zeit und die Zahl der Besucher stieg von Jahr zu Jahr und erreichte im Jahr 2009 rund 460.000 Teilnehmer, die der Stadt rund 10 Millionen Euro an Einnahmen brachten.